# Stuart O'Grady
Stuart O'Grady OAM (født 6. august 1973), med tilnavnet Stuey er en australsk tidligere professionel cykelrytter, der indledte sin karriere som banerytter. Hans mest prominente sejre var, da han og Graeme Brown vandt en guldmedalje i parløb ved de olympiske lege i 2004, og da han vandt Paris-Roubaix i 2007
O'Grady deltog i Tour de France fra 1998 til han indstillede sin karriere, og han var med i kapløbet om den prestigefyldte grønne pointtrøje ved flere lejligheder, idet han sluttede som toer både i 1998, 1999, 2001 og 2005. Han har også kørt i løbet gule førertrøje i 1998- og 2001-udgaverne af turen. Han kørte sidst for Team Jayco AlUla i UCI ProTour-landevejsløbene, og han afsluttede sin karriere i juli 2013.

## Karriere
Stuart O'Grady blev født i Adelaide i South Australia og voksede op som en del af en cykelfamilie. Hans far repræsenterede Sydaustralien flere gange i både landevejs- og banecykling, og hans onkel stillede op for Australien ved Sommer-OL 1964 i Tokyo. O'Grady indledte sin karriere i banecykling og vandt blandt andet medaljer ved OL i 1992 og 1996.
Da det var på tide at blive professionel blev han hyret af GAN-holdet (nu Crédit Agricole), der på det tidspunkt også havde den engelske enkeltstartsspecialist Chris Boardman på holdet. "Jeg snakkede både med Motorola, Polti og GAN, og alle sagde, at jeg skulle vælge Polti. Så en dag så jeg (Chris) Boardman blive hjulpet af en GAN mekaniker og soigneur, men jeg så ikke nogen Polti-mekanikere eller Motorola-mandskab overhovedet. Derefter var det ikke et specielt svært valg," sagde O'Grady om sit valg af cykelhold.
Under Tour de France 1998 kørte han i løbet gule førertrøje i tre dage. Samme år vandt han også sin første Tour de France-etape. Igen i 2001 kørte han i den gule førertrøje, denne gang i fem dage. O'Grady blev kåret som "Årets Australske Rytter" og "Årets Australske Mandlige Landevejsrytter" i både 1998 og 2001. I 1998 sluttede han sommer nummer to i pointkonkurrencen. I 2001 lå O'Grady i tæt kamp om den grønne pointtrøje med Erik Zabel fra Tyskland O'Grady blev dog slået efter sidste etapes løb i Paris' gader.
I 2001 blev han diagnosticeret med en blokeret arterie, efter at tidlige tests viste, at hans højre ben producerede mere kraft end hans venstre. Efter en operation i april 2002, kom han i et genoptræningsprogram for at kunne komme tilbage i løbsform til sommeren, og O'Grady kom igen på vejene under Tour de France 2002. I Tour de France 2003 og 2004 blev han overskygget i pointkonkurrencen af hans australske landsmænd Baden Cooke (2003) og Robbie McEwen (2004). O'Grady fik dog stadig hevet sin anden Tour de France-etapesejr hjem i 2004.
I 2004 flyttede O'Grady til Cofidis med den intention at koncentrere sig om forårsklassikerere såsom Paris-Roubaix og Flandern Rundt. Efter en katastrofenær start på sæsonen fyldt med skader og doping-anklager mod hans hold, gjorde han comeback ved at vinde to etaper og pointkonkurrencen i Dauphiné Libéré. Han fortsatte med en etape i Tour de France 2004, hvor han også kørte i den grønne trøje et par dage. Han rundede sin sæson af ved at vinde UCI Landevejsverdensmesterskabsløbet HEW Cyclassics. Han toppede sin liste over sejre med en olympisk guldmedalje i parløb med Graeme Brown.
I Tour de France 2005 blev O'Grady nr. to i konkurrencen om den grønne pointtrøje, kun overgået af Thor Hushovd fra Norge, og tæt forfulgt af Robbie McEwen på tredjepladsen. Senere underskrev han en et-årig kontrakt med Bjarne Riis' Team CSC i 2006, men hans 2006-sæson blev plaget af skader, blandt andet flere brækkede ribben i et løb tidligt på sæsonen i Italien, og en skadet ryghvirvel i Tour de France. O'Grady fortsatte touren trods den betragtelige smerte, og blev nummer tre i sprinten om sejren på den sidste etape.
O'Grady har etableret et australsk juniorhold, CSC Team O'Grady, som han også finansielt støtter.

### Styrt under Tour de France 2007
Under Tour de France 2007 styrtede han på en etape og kom meget slemt til skade. Han brækkede fem ribben, brækkede kravebenet, brækkede skulderbladet og punkterede højre lunge. Derudover blev tre tapper på de midterste ryghvirvler brækket. Heldigvis er det ikke selve ryghvirvlerne, der er brækket.
Det vides endnu ikke hvilke konsekvenser dette får for Stuart O' Grady.

## Olympiske lege
Stuart O'Grady deltog i seks olympiske lege. Første gang, han var med, var i 1992 i Barcelona, hvor han sammen med Brett Aitken, Stephen McGlede og Shaun O'Brien kørte 4000 m holdforfølgelsesløb. Australierne indledte med at sætte verdensrekord i kvalifikationsløbet i tiden 4.11,245 minutter, og de var dermed videre i turneringen. I kvartfinalen indhentede de modstanderne fra Tjekkoslovakiet, men kørte videre og forbedrede igen verdensrekorden, så den lød på 4.10,438. I semifinalen besejrede de italienerne i sikker stil og var dermed klar til finalen mod Tyskland, der kortvarigt havde haft verdensrekorden mellem australiernes to første løb. Begge hold var i finalen under verdensrekorden, men tyskerne var klart bedst og sejrede i tiden 4.08,791 mod australiernes 4.10,218, så tyskerne vandt guld, australierne sølv og Danmark, som havde bedst tid af de tabende semifinalister, fik bronze.
Ved OL 1996 i Atlanta stillede O'Grady igen op i 4000 m holdforfølgelsesløb samt i pointløbet. I forfølgelsesløbet kørte australierne i tredjebedste tid, og de vandt derpå deres kvartfinale mod USA. Imidlertid tabte de overraskende deres semifinale til det russiske hold, der efterfølgende tabte finalen til Frankrig, mens australierne med bedste tid blandt de tabende semifinalister fik bronze. Efter løbet fik O'Grady, der lider af en hjertesygdom (supraventricular tachycardia), et anfald, men han var dog klar til pointløbet den følgende dag. Her holdt han sig på omgang med de bedste, men opnåede ikke helt point nok til at vinde. Det blev italieneren Silvio Martinello, der med 37 point fik guld, mens canadieren Brian Walton med 29 point fik sølv og O'Grady med 25 fik bronze.
Ved OL 2000 i Sydney stillede O'Grady op i landevejsløbet og på bane i pointløbet. I pointløbet opnåede O'Grady det højeste pointtal, 26, men han kom med i udbrud, hvor nogle af konkurrenterne tog en omgang. Spanieren Joan Llaneras tog yderligere en omgang og vandt guld, mens O'Grady endte på tiendepladsen. I landevejsløbet kom han aldrig til at spille nogen rolle og kom i mål på 76. pladsen.
I 2004 i Athen stillede han igen op i landevejsløbet, hvor han endte som nummer 30. På bane stillede han op i parløb sammen med Graeme Brown. Australierne vandt kun én af de indlagte spurter, men samlede point nok ind til at vinde en sikker sejr med 22 point, mens schweizerne Franco Marvulli og Bruno Risi på andenpladsen fik 15 point og briterne Rob Hayles og Bradley Wiggins på tredjepladsen fik 12 point.
O'Grady deltog også i landevejsløbet ved OL 2008 i Beijing, men han udgik i lighed med mange andre af løbet undervejs. Hans sidste OL var i 2012 i London, hvor han igen deltog i landevejsløbet, og han blev her nummer seks.